# Tiberius Cornelis Winkler
Pour les articles homonymes, voir Winkler.
Tiberius Cornelis Winkler (28 mai 1822 - 4 avril 1897) est un anatomiste, zoologiste et historien naturel néerlandais, et le deuxième conservateur de géologie, paléontologie et minéralogie au musée Teylers de Haarlem. Outre la traduction de la première édition de l'Origine des espèces de Charles Darwin (1860), il a écrit un grand nombre d'ouvrages de vulgarisation scientifique en sciences de la vie.

## Ses débuts
Tiberius Cornelis Winkler est né en 1822 à Leeuwarden. Son père lui organise ensuite un stage chez un marchand de céréales. Il utilise son salaire pour se former en français, puis en allemand et enfin en anglais. Ce désir d’auto-éducation et d’autodiscipline le caractérise tout au long de sa vie.
Il se marie en 1844 et commence des études de médecine pour devenir chirurgien. En 1850, il s'installe à Haarlem avec sa femme et ses quatre enfants pour commencer ses études à l'école de chirurgie locale. Il obtient son diplôme deux ans plus tard et s'installe à Nieuwediep. Ses études l'amènent à la bibliothèque du Musée Teylers à Haarlem et son article ultérieur sur le weever dans le journal populaire Album der Natuur l'a établi comme un expert en poissons.

## Musée Teylers
Dans le cadre de ses fonctions au Musée, Tiberius Winkler développe un intérêt pour la paléontologie et la géologie. Le professeur Van Breda, conservateur du Musée, le contacte pour l'aider à décrire les poissons fossiles de sa propre collection et de celle du Musée. Le travail de Winkler, dûment salué, est publié dans le Verhandelingen de la Teylers' Society en 1859. Cela est suivi par d'autres travaux sur les poissons du calcaire de Solnhofen et par l'achèvement du catalogue de la collection de poissons fossiles du musée.
Cette réalisation ayant impressionné les directeurs du Musée, ils contactent Winkler pour qu'il fasse de même pour les autres collections de fossiles et de minéraux. Il termine le catalogue en un an, bien qu'il soit contraint de travailler dans une pièce non chauffée et de poursuivre sa pratique de médecine générale. En 1864, il est invité à devenir conservateur du cabinet paléontologique et minéralogique du Musée Teylers, poste qu'il occupe jusqu'à sa mort en 1897.
Il se met alors au travail pour cataloguer l'intégralité de la collection de fossiles du Musée, à l'époque non numérotée et, en général, non documentée. Avec l'aide de l'éminent historien naturel d'Utrecht Pieter Harting, il applique un système numérique dans lequel les fossiles sont classés par périodes (Paléozoïque, Mésozoïque et Caénozoïque) et triés de « haute » à « basse ». Ce système, et la manière dont Winkler l'applique, montrent déjà l'influence de la théorie de l'évolution de Darwin.
Il faut attendre 1896 pour compléter ce catalogue, date à laquelle six volumes et cinq suppléments sont publiés, documentant un total de 15 458 fossiles. Winkler a également catalogué la collection de minéraux du musée.

## Publications
Tiberius Winkler est un vulgarisateur scientifique très actif. Il écrit plus d'une centaine d'articles, dont beaucoup visaient à éduquer le grand public. Beaucoup de ces œuvres sont apparues dans l'Album der Natuur (« Album de la nature ») et dans les actes de la société littéraire néerlandaise.
Tout aussi important, Winkler traduit de nombreux ouvrages scientifiques en néerlandais. Le plus célèbre d'entre eux est l'ouvrage fondateur de Charles Darwin, l'Origine des espèces, paru en néerlandais un an après sa sortie en anglais en 1859. Winkler est aussi un ardent défenseur de la théorie de l’évolution, dans la mesure où il ne souhaite pas remettre en question – contrairement à Darwin lui-même à l’époque – la place de l’homme dans l’évolution.